# Milan Nenadić
Milan Nenadić (Drenovac Banski, 12. kolovoza 1943. – ?, 2024.) bio je hrvatski hrvač i trener, osvajač brončane medalje na Olimpijskim igrama u Münchenu 1972. godine.

## Životopis
Nenadić se počeo baviti hrvanjem grčko-rimskim stilom u RK Gavrilović. Više puta je bio prvak Jugoslavije. Godine 1967. osvojio je brončanu medalju na Mediteranskim igrama u Tunisu. Dvije godine kasnio osvojio je zlato na Europskom prvenstvu u Modeni i broncu na Svjetskom prvenstvu u argentinskom gradu Mar del Plata. Godine 1972. osvojio je broncu na Olimpijskim igrama u Münchenu. Naredne godine osvojio je srebro na Svjetskom prvenstvu u Teheranu. Bio je izbornik Jugoslavije na Olimpijskim igrama 1984. u Los Angelesu na kojima je Vlado Lisjak osvojio zlatnu medalju.

## Vanjske poveznice
- Nenadić, Milan (YUG), iat.uni-leipzig.de